# Tinzeda fraserensis
Tinzeda fraserensis är en insektsart som först beskrevs av Johann Gottlieb Otto Tepper 1892.  Tinzeda fraserensis ingår i släktet Tinzeda och familjen vårtbitare. Inga underarter finns listade i Catalogue of Life.